# Le Voyageur (série télévisée, 2019)
Pour les articles homonymes, voir Voyageur.
Le Voyageur est une série télévisée française créée et écrite par Hervé Korian, en France, diffusée depuis le 28 mai 2019 sur France 3.

## Synopsis
Tom Bareski est un commandant de police qui s'est mis en disponibilité et a rendu sa carte ainsi que son arme. Cette pointure de la brigade criminelle, protégée par un proche du ministre de l'Intérieur, continue de faire son travail en marge de la procédure, en enquêtant sur des affaires non élucidées, des disparitions et des meurtres tombés dans l'oubli.
Quelques années auparavant, le capitaine Kandinsky avait fait la rencontre du « Voyageur ». Après la mort de ce dernier, il décide de se mettre, lui aussi, en disponibilité de la police et de mener ses propres enquêtes.

## Distribution

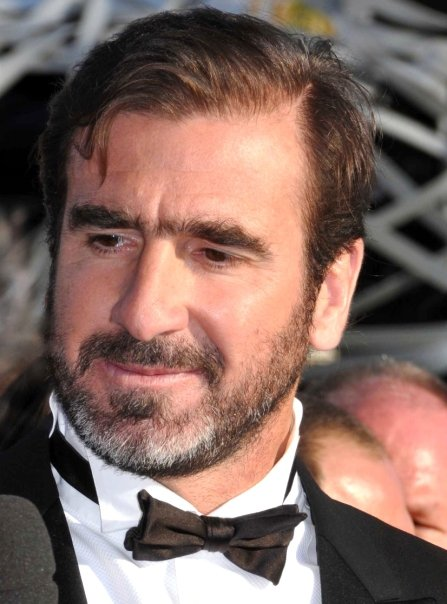
Éric Cantona

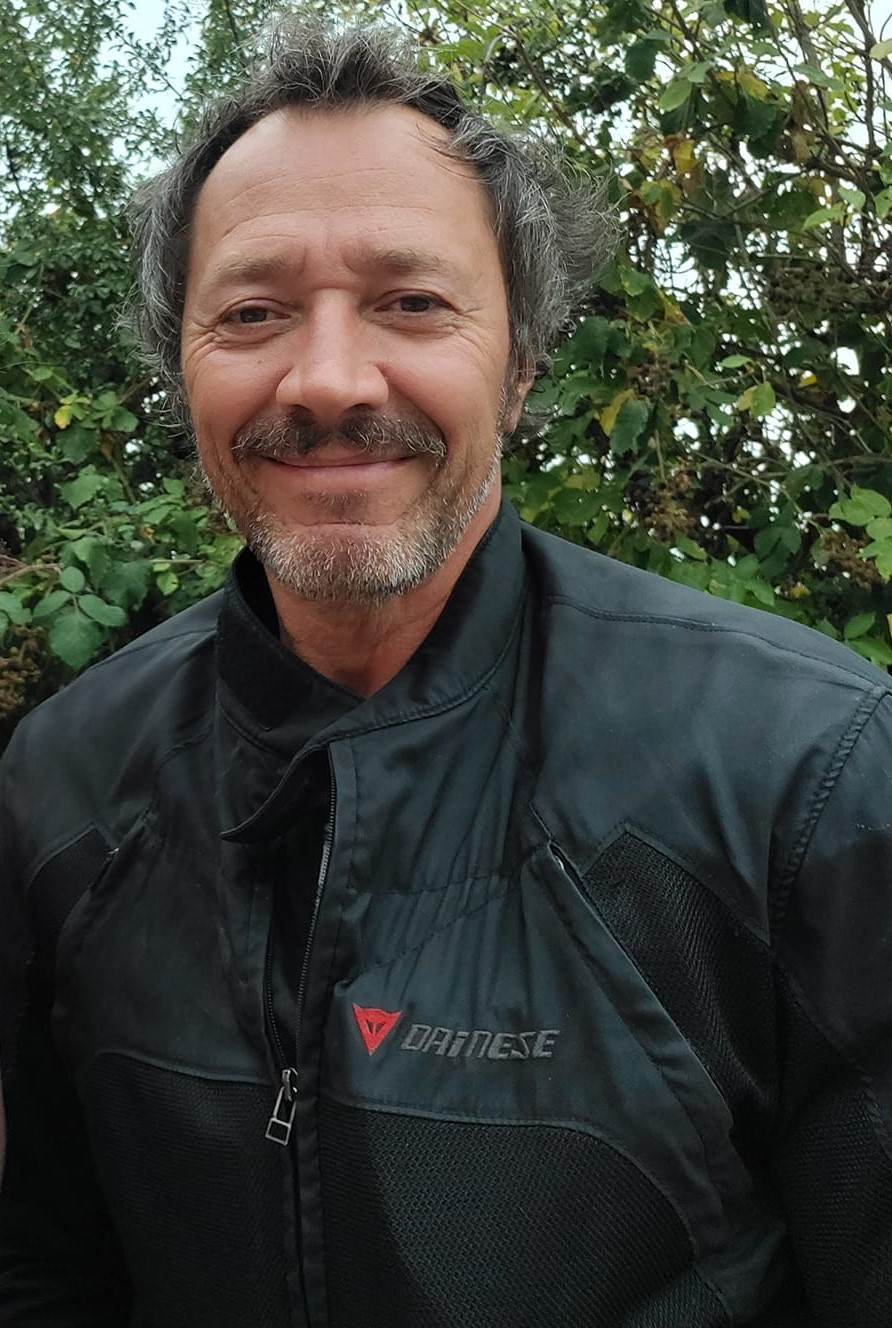
Bruno Debrandt

- Éric Cantona : Tom Bareski (Saison 1)
- Bruno Debrandt : Yann Kandinsky (Depuis la saison 2)

## Fiche technique
- Scénario : Hervé Korian
- Réalisation : Stéphanie Murat
- Production : Lissa Pillu
- Musique : Marco Prince
- Directeur de la photographie : Thomas Bataille
- Montage : Stéphanie Gaurier
- Production : Télécip
- Date de diffusion : Depuis le 28 mai 2019 sur France 3

## Production
L'épisode pilote ayant été regardé par 4,6 millions de téléspectateurs, France 3 décide d'en faire une série.
Séduit par ce personnage d'ermite qui lui rappelle son grand-oncle, Éric Cantona incarne le personnage de Tom Bareski durant 4 épisodes de 2019 à 2020.
La production propose à Bruno Debrandt de reprendre le rôle mais celui-ci décline l'offre, ne se sentant pas légitime pour succéder à Cantona. Il propose alors de créer un nouveau personnage, le capitaine Yann Kandinsky, ami de Tom Bareski, disparu et sur qui il enquête,.
L'acteur a pour compagnon le chien renifleur de la police Miko, un malinois, qu'il rebaptise Emy.

## Épisodes

### Saison 1 (2019-2020)

#### Épisode 1:Le voyageur(Pilote)
- Numéro de production : 1 (1-01)
- Date de diffusion :
  -  France : 28 mai 2019 sur France 3
- Résumé : Lorsqu'il arrive avec son van dans la ville de Montallier pour enquêter sur une série de disparitions de jeunes filles, Bareski surprend autant les services de police que la population locale.

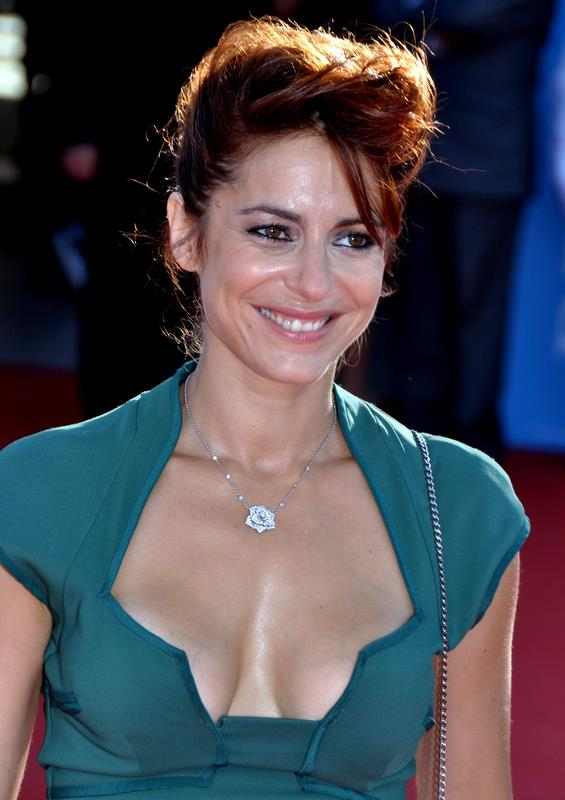
Audrey Dana
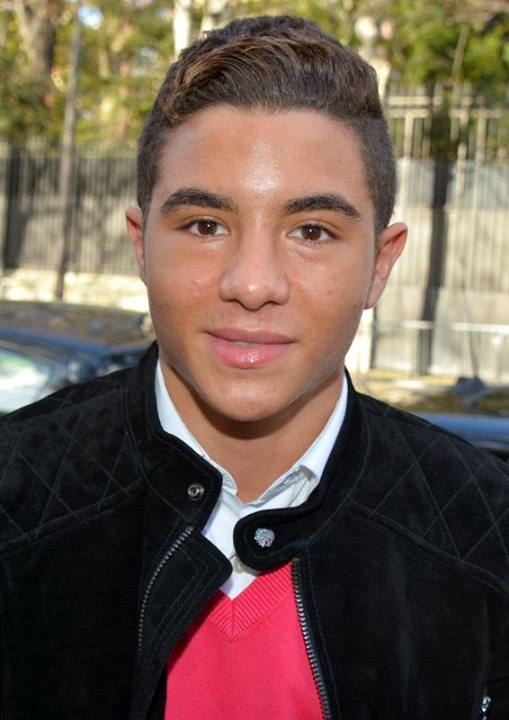
Samy Seghir
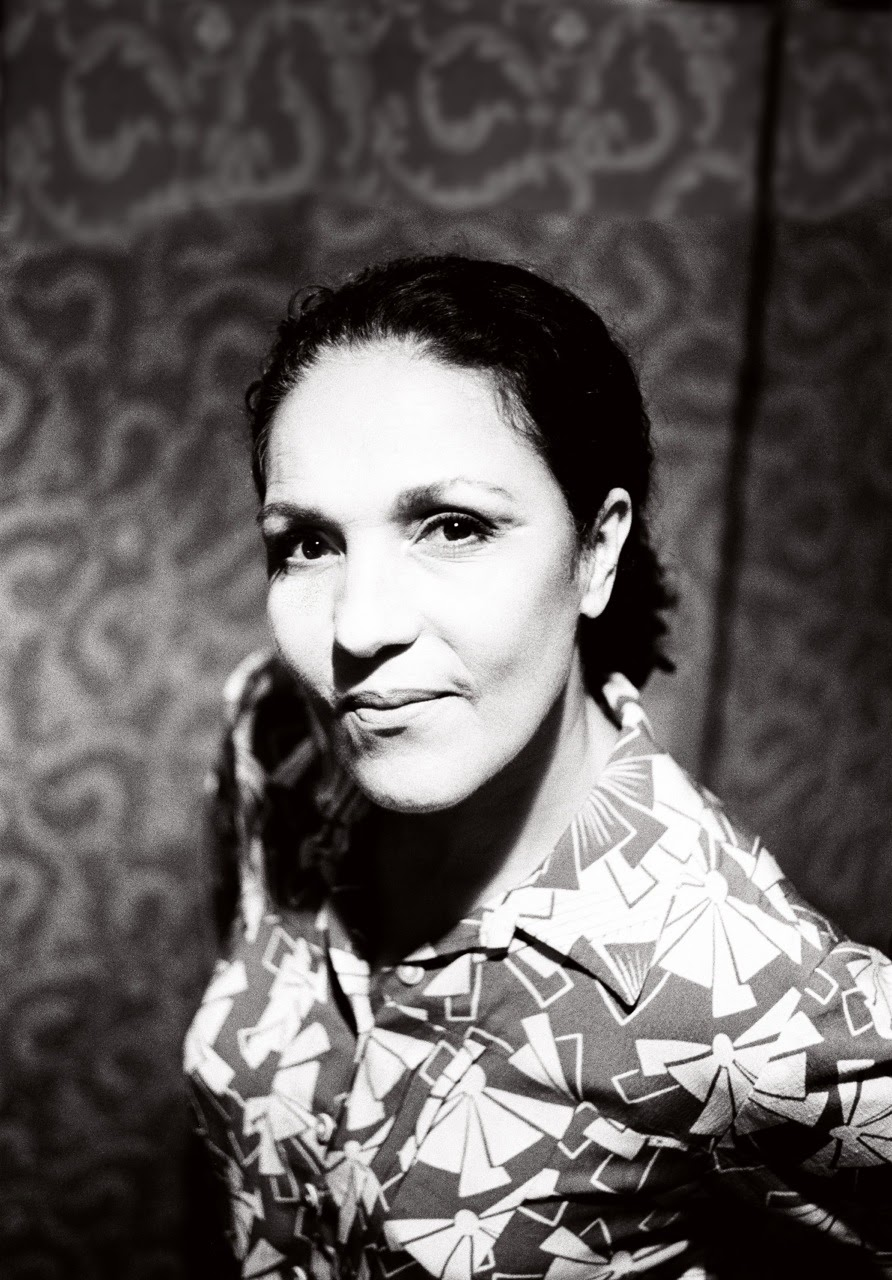
Farida Rahouadj
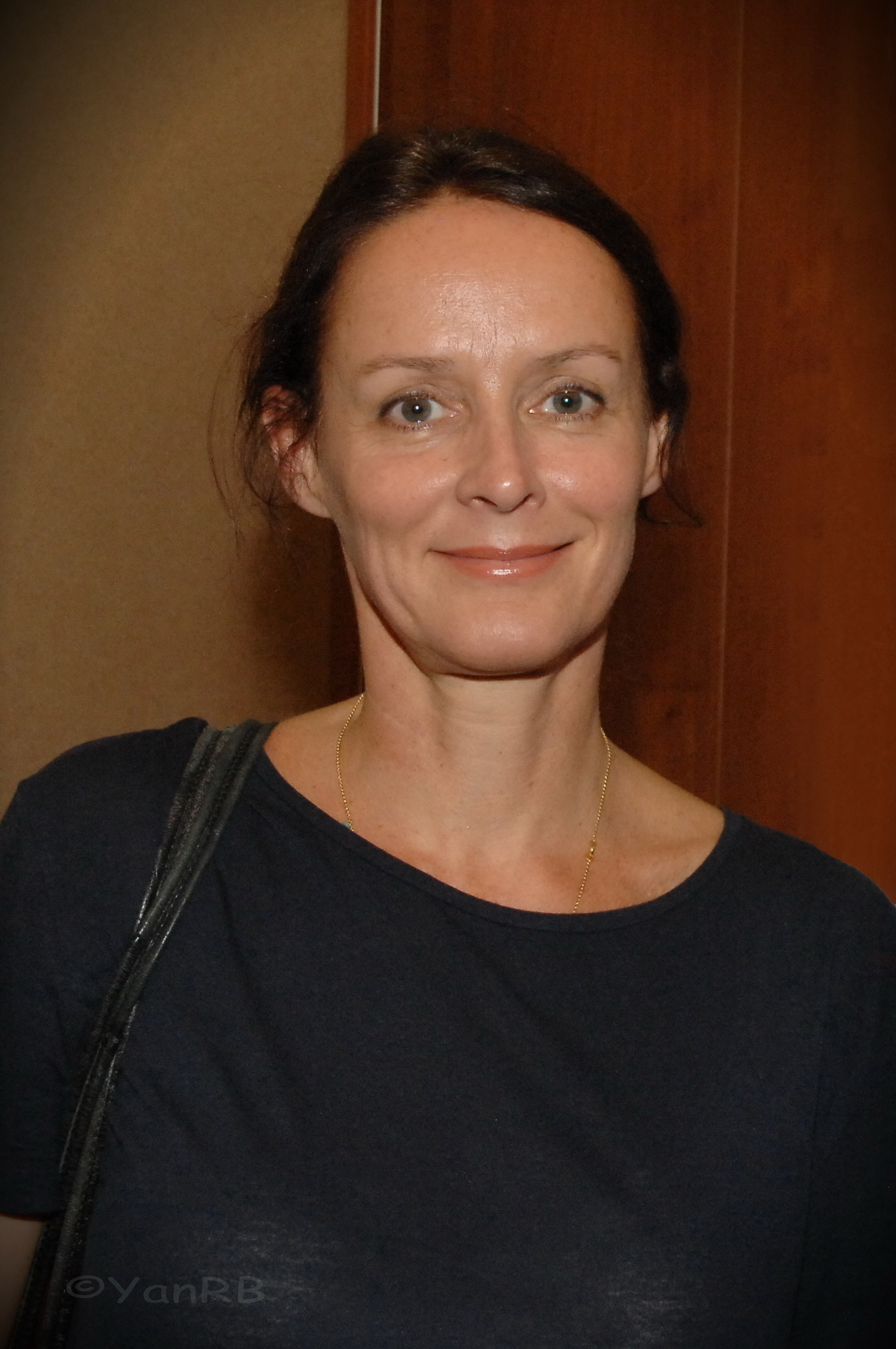
Claude Perron
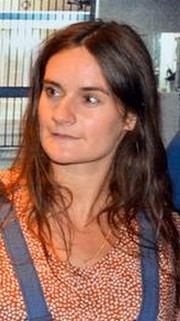
Aurore Broutin

- Distribution :

- Audrey Dana : Christine Bois
- Gilles Cohen : Le capitaine Raphaël Cesnat
- Samy Seghir : Lieutenant Masri
- Farida Rahouadj : Solange Petit
- Claude Perron : Le juge Elgouarch
- Alain Fromager : Robert Bois
- Aurore Broutin : Aline Mercier
- Thierry Levaret : Vincent Coupez
- Inès Spiridonov : Karine Bois
- Nicolas Devanne : Patrick Lambert
- Pascale Caemerbeke : Annie

- Tournage : tourné en novembre et décembre 2018 à Vaux-sur-Seine (Yvelines) et Luzarches (Val-d'Oise)[6].

#### Épisode 2:La permission de minuit
- Numéro de production : 2 (1-02)
- Date de diffusion :
  -  Belgique : 15 mars 2020 sur la une
  -  France : 17 mars 2020 sur France 3
- Résumé : Une jeune femme est retrouvée morte dans la région d'Arles, ligotée et allongée nue sur un tas de bois. Thomas Bareski pense que son meurtre est relié à celui de deux autres femmes, survenus en 2012 et en 2017.

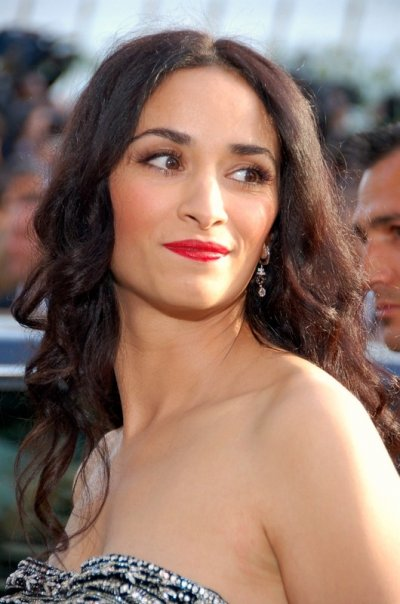
Rachida Brakni
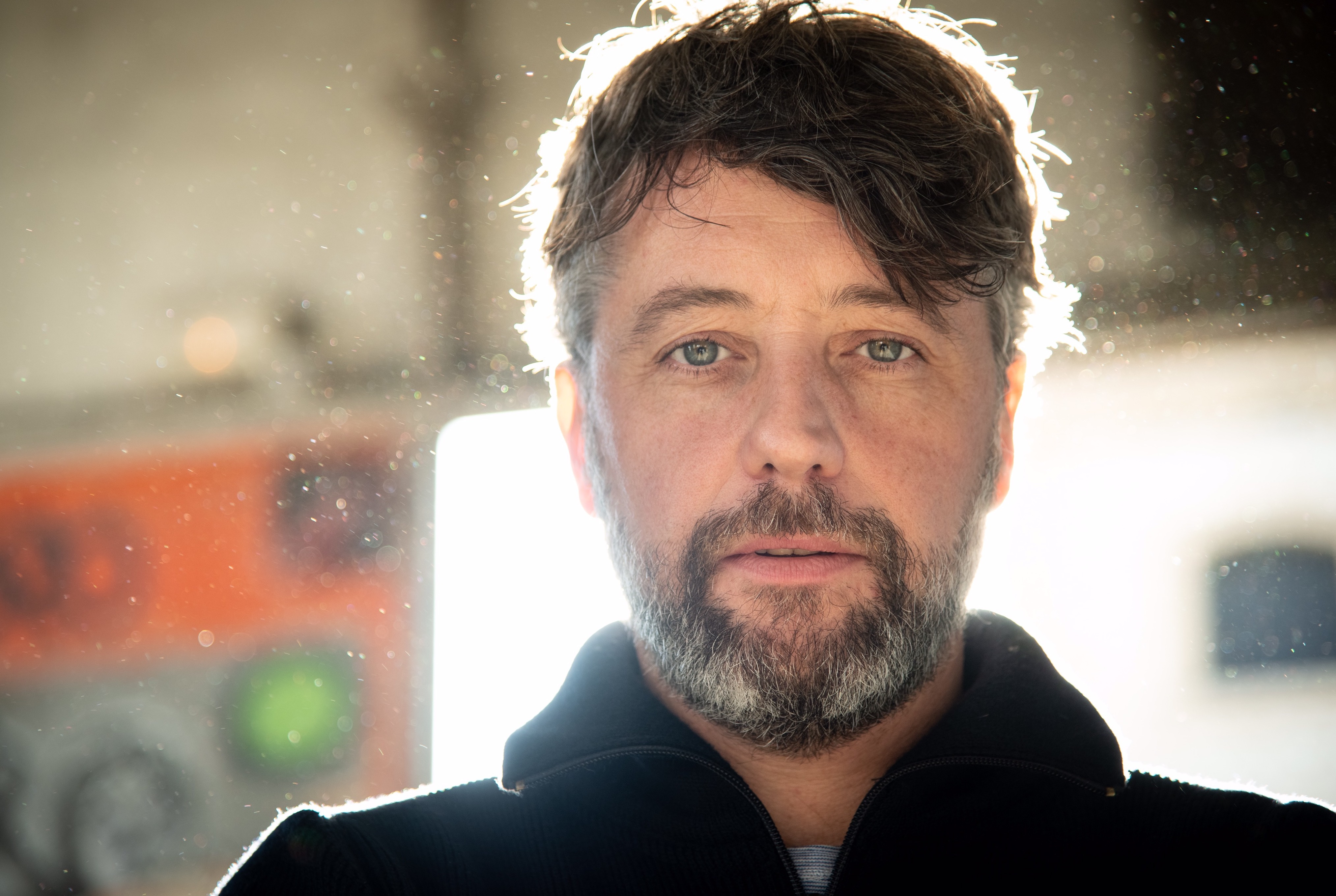
Pascal Rénéric
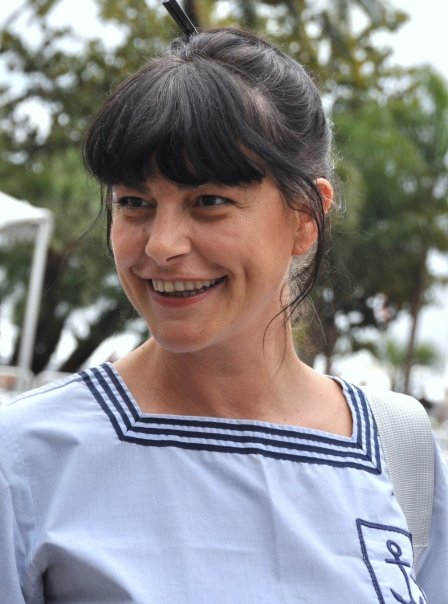
Lio

- Distribution :
- Éric Cantona : Thomas Bareski

- Rachida Brakni : Romane Diaz
- Lio : Anna Farou
- Anne Benoît : Major Cathy Duchêne
- François Chattot : Paul Molina
- Pascal Rénéric : Jean-Pierre Malinowski
- Raphaël Thiéry : Luc Frerot
- Alexandra Roth : Laure Courtois
- Damien Bigourdan : Raspail
- Sophie Cattani : Claire Massin
- Roger Chaix : le vieil homme
- Yoni Nahum : Philippe Terral
- Hugo Dillon : Michel Hufna
- Thierry Pietra : Commandant Franck Usner
- Marie Broche : Capitaine Agnès Borde
- Jean-Claude Baudracco : Michel, le patron du Sauvage
- Franck Beaini : l'homme aux cheveux gris

- Tournage : tourné en octobre 2019 à Arles et en Camargue[7].

#### Épisode 3:Le voleur de nuits
- Numéro de production : 3 (1-03)
- Date de diffusion : 
  -  Suisse : 2 octobre 2020 sur RTS Un
  -  Belgique : 22 octobre 2020 sur RTBF
  -  France : 10 novembre 2020 sur France 3
- Résumé : En mars 1991, à Fougères-sur-Mer, un village de Vendée, Marion Saunier, une fillette de 7 ans, est enlevée le jour de son 8e anniversaire. Vingt-neuf ans après, en février 2020, la juge Claire Elgouarch demande à Bareski de reprendre l'enquête, car un élément nouveau est apparu à la fin de l'été 2019 : une lettre de remords de l'assassin, disant qu'il est vieux et mourant. Claire prend cette affaire très à cœur, car c'était son père, un officier de gendarmerie décédé depuis, qui avait mené l'enquête à l'époque.

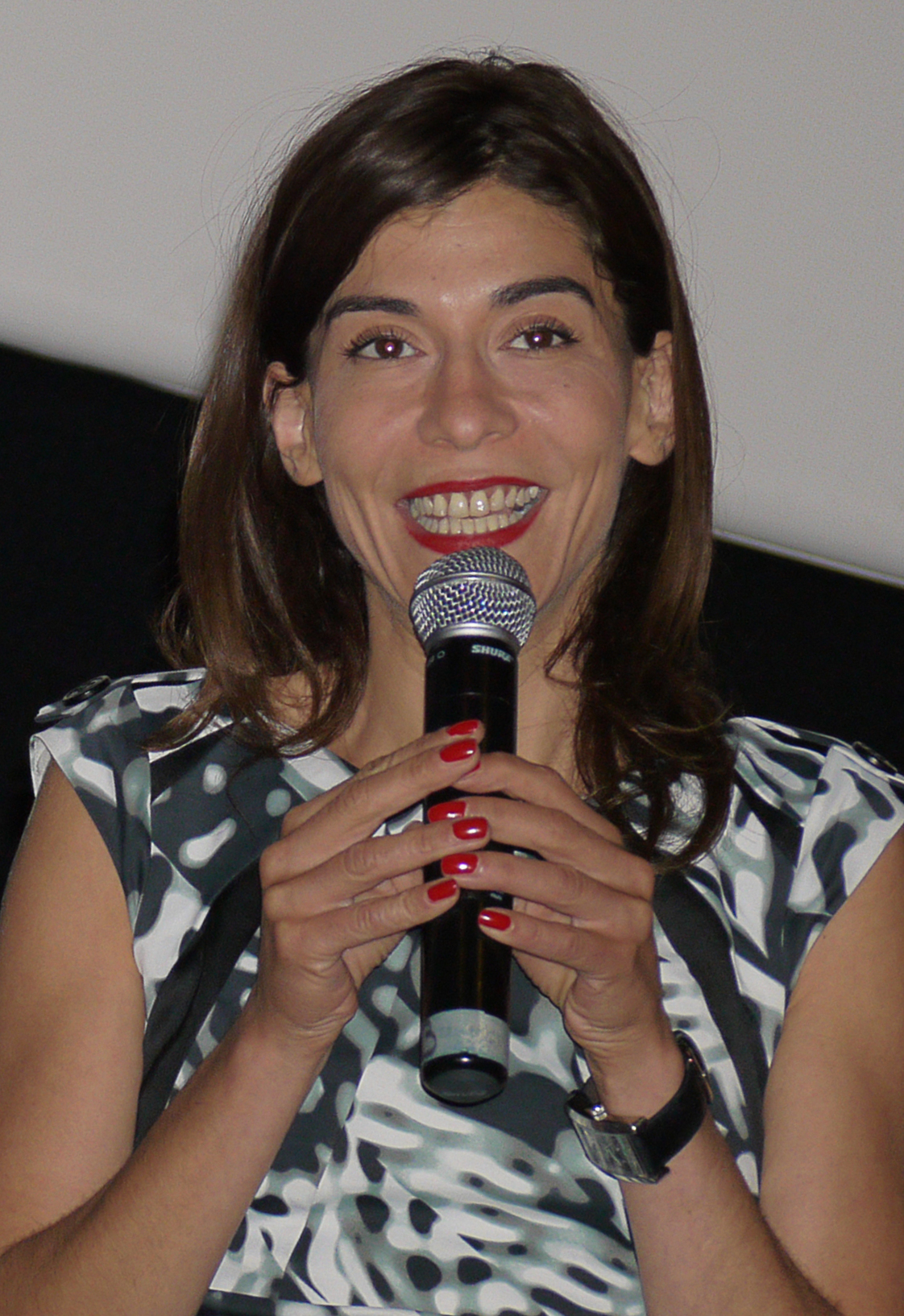
Lubna Azabal
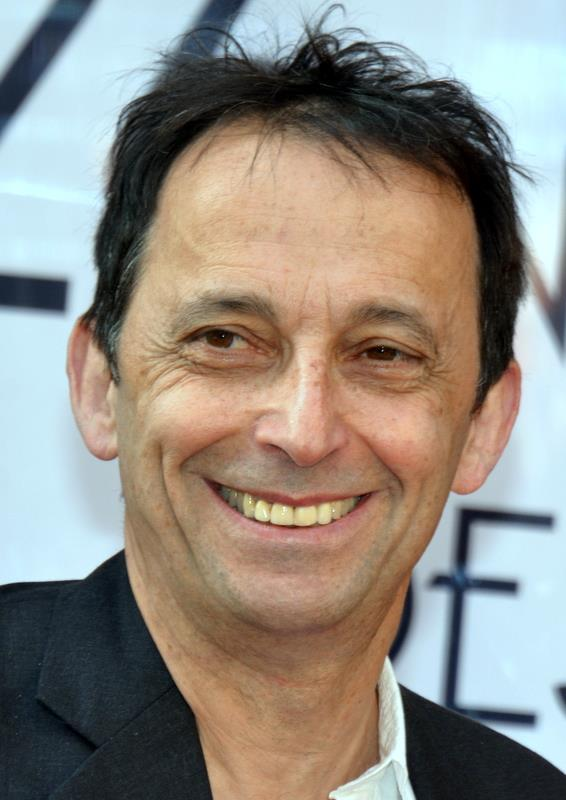
Éric Métayer
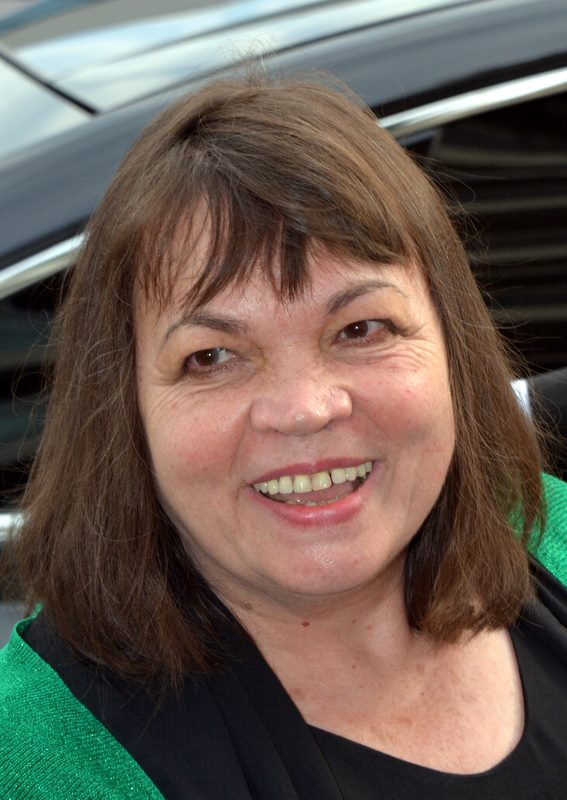
Myriam Boyer
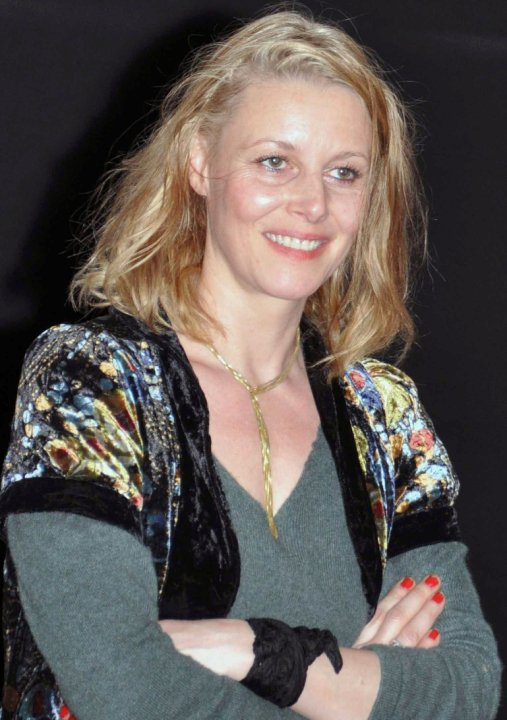
Florence Thomassin

- Distribution :

- Lubna Azabal : Claire Elgouarch
- Myriam Boyer : Marie-Ange Saunier
- Florence Thomassin : Annie Artaud
- Éric Métayer : Lionel Millet
- Victoire Bélézy : Marie-Ange Saunier en 1991
- Alexandre Sibril : Jacques Saunier en 1991
- Antoine Le Frère : Lionel Millet en 1991
- Cédric Appietto : Capitaine Elgouarch en 1991
- Yvonnick Leblanc : Grégory Vidal
- Eric Borgen : Jérôme Lecouvreur
- François Aubineau : Benoît Caillon
- Pascal Ligardes : Paul Tardieu
- Maxime Bailleul : Florent Olivera
- Babette Largo : Claudine Millet
- Jim Bellée : Marion en 1991

- Tournage : tourné à Pornic, au Passage du Gois et dans la région.

#### Épisode 4:Le village assassiné
- Numéro de production : 4 (1-04)
- Date de diffusion :
  -  Belgique : 12 novembre 2020 sur RTBF
  -  Suisse : 28 mai 2021 sur RTS Un
  -  France : 1er juin 2021 sur France 3
- Résumé : Thomas Bareski se rend dans un village des Vosges où une jeune femme vient de disparaître. Cette disparition lui rappelle l'assassinat du jeune couple Shall et de leur bébé 6 ans auparavant, affaire jamais résolue. Il trouve un village quasi fantôme. Mais assez rapidement et malgré la méfiance des villageois, il arrive à trouver de l'aide, auprès de la gendarmerie locale et des quelques habitants qui n'ont pas fui le village, pour résoudre ces meurtres.

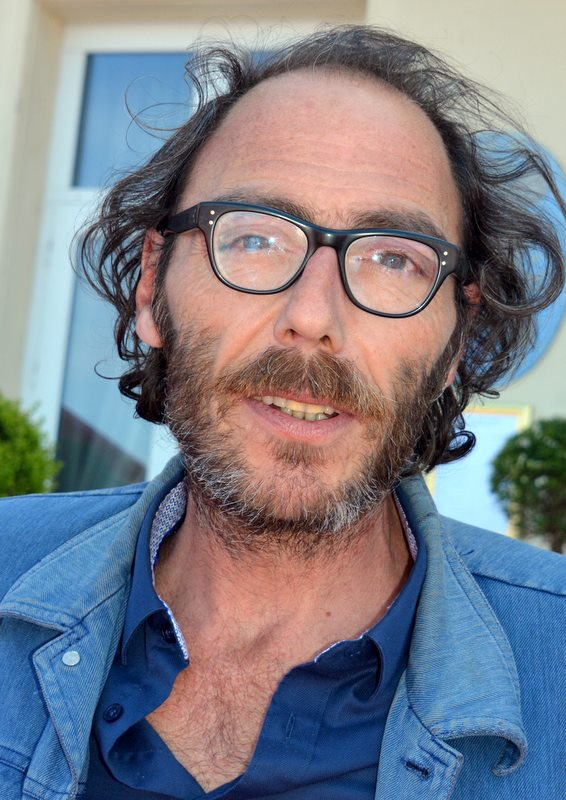
Philippe Rebbot
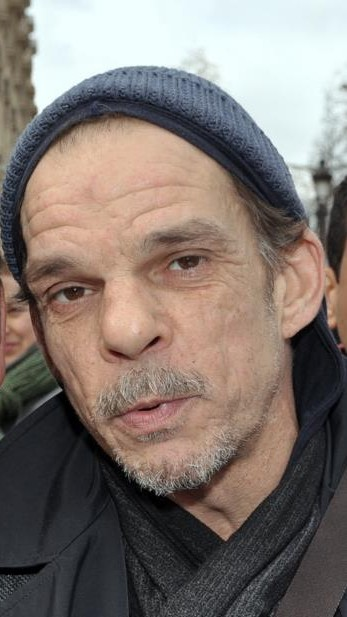
Denis Lavant
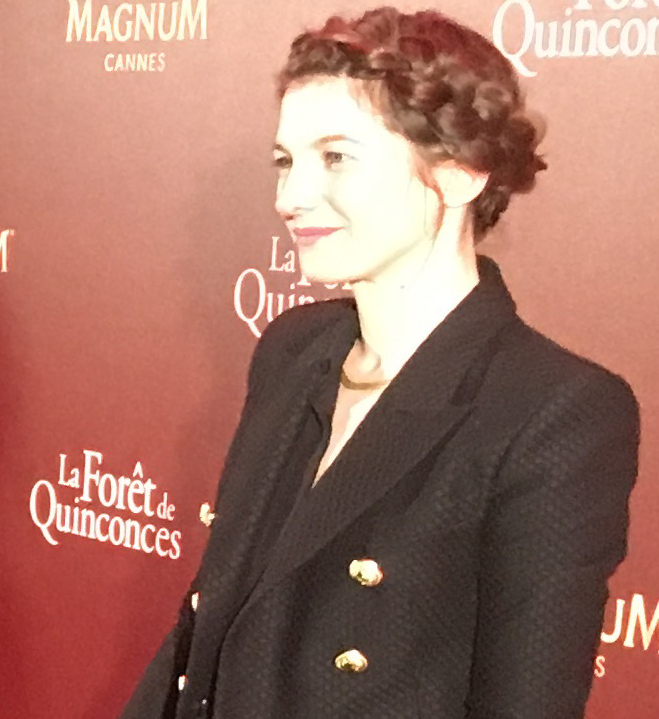
Amandine Truffy

- Distribution :

- Philippe Rebbot : Capitaine Akerman
- Émilie Incerti Formentini : Josepha
- Denis Lavant : Alberto
- Patrick Descamps : Pierre Shall
- Claire Cahen : Laura Shall
- Milan Morotti : Julien Shall
- Catherine Vinatier : Cécile Frémiot
- Julie Moulier : Major Lise Pagerzelski
- Amandine Truffy : Gendarme Mélanie Meyer
- Luc Schwarz : Vincent Vachon
- Bénédicte Guiho : Nora
- Luc Tremblais : Francis Baume
- David Martins : Luc Lombard
- Cosme Castro : Yves Naulin
- Antoine Prud'homme : Jérôme, le commis
- Christophe Truschel : Patron du bar
- Najim Ziani : Client bar 1
- Jean-Paul Labé : Client bar 2
- Nathalie Nikprelevic : Cliente bar 3
- Brigitte Jacques : Cliente bar 4
- Elise Marie : La femme aux cheveux roux

- Tournage : tourné du 20 juin au 16 juillet 2020 en région Grand Est dans les villes de Fontenoy-le-Château, Remiremont et Plombières-les-Bains[8].

### Saison 2 (2021-2023)

#### Épisode 1:La maison sous le vent
- Numéro de production : 5 (2-01)

- Réalisation : Philippe Dajoux
- Date de diffusion :
  -  Suisse : 22 octobre 2021 sur RTS Un
  -  Belgique :
  -  France : 7 décembre 2021

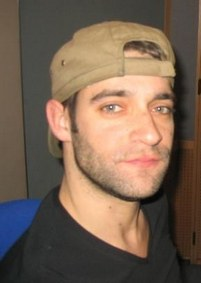
Guillaume Carcaud

- Résumé : Après la mort apparemment accidentelle du Voyageur, Tom Bareski, le capitaine Yann Kandinsky se met en disponibilité. Dans les Ardennes, il enquête de nouveau sur le meurtre d'une jeune femme tuée dix ans auparavant. Kandinsky, dont la route, il y a quelques années, avait croisé celle du Voyageur, fait ainsi le point sur sa vie. Sans attache, bloqué dans sa carrière, il décide de se mettre, lui aussi, en disponibilité de la police. Il reprend donc l'enquête sur un terrible crime : celui de d'Audrey Bretcher, cheffe de vente et mère de Kevin, 10 ans, tuée en 2011 en pleine forêt. Quatre ans plus tard, une autre femme,  Elodie Vasseur, a été assassinée dans le même village. Son meurtre n'a, lui non plus, pas été élucidé.
- Distribution :

- Maelle Mietton : Commissaire Elise Macena
- Charlie Dupont : Devreau, ancien coéquipier de Kandinsky
- Sylvie David : Léa Rimbaud
- Eric Poulain : Michel Rimbaud
- Estelle Darnault : Audrey Bretcher
- Guillaume Carcaud : Hertin, récent coéquipier de Kandinsky
- Laurence Masliah : Emma Vasseur
- Théo Bertrand : Jérémy Duflot
- Vincent Garanger : Paul Bretcher
- Auguste Yvon : Kevin Bretcher, à 18 ans
- Fanny Bastien : Sabrina, femme du chenil
- Juliette Delacroix : Major Belliard
- Sacha Tarantovich : la psychiatre
- David Salles : le Garagiste
- Mickaël Collart : Gendarme Mons en Vexin
- Christine Koetzel : dame au caddy
- Estelle Darnault : Audrey Bretcher
- Gaël Raes : Kevin Bretcher 8 ans
- Bruno Dreyfürst : le frère de Jérémy Duflot
- Lior Chabbat : Fillette
- Arnaud Cosson : Policier scène de crime
- Rodolphe Lechat : Braqueur banque
- Nadia Zeddam : Policière Pernay

- Tournage : en décembre 2020 à Charleville-Mézières et sa région[9]. Remerciements adressés aux villes, communes ou lieux-dits et aux habitants de Charleville-Mézières, Raucourt et Flaba, Bogny-sur-Meuse, Renwez, Arreux, Damouzy, le conseil départemental des Ardennes, la préfecture des Ardennes, l'association LISA.

#### Épisode 2:La vallée de la peur
- Numéro de production : 6 (2-02)

- Réalisation : Philippe Dajoux
- Date de diffusion :
  -  Suisse : 28 décembre 2021
  -  Belgique :
  -  France : 4 janvier 2022

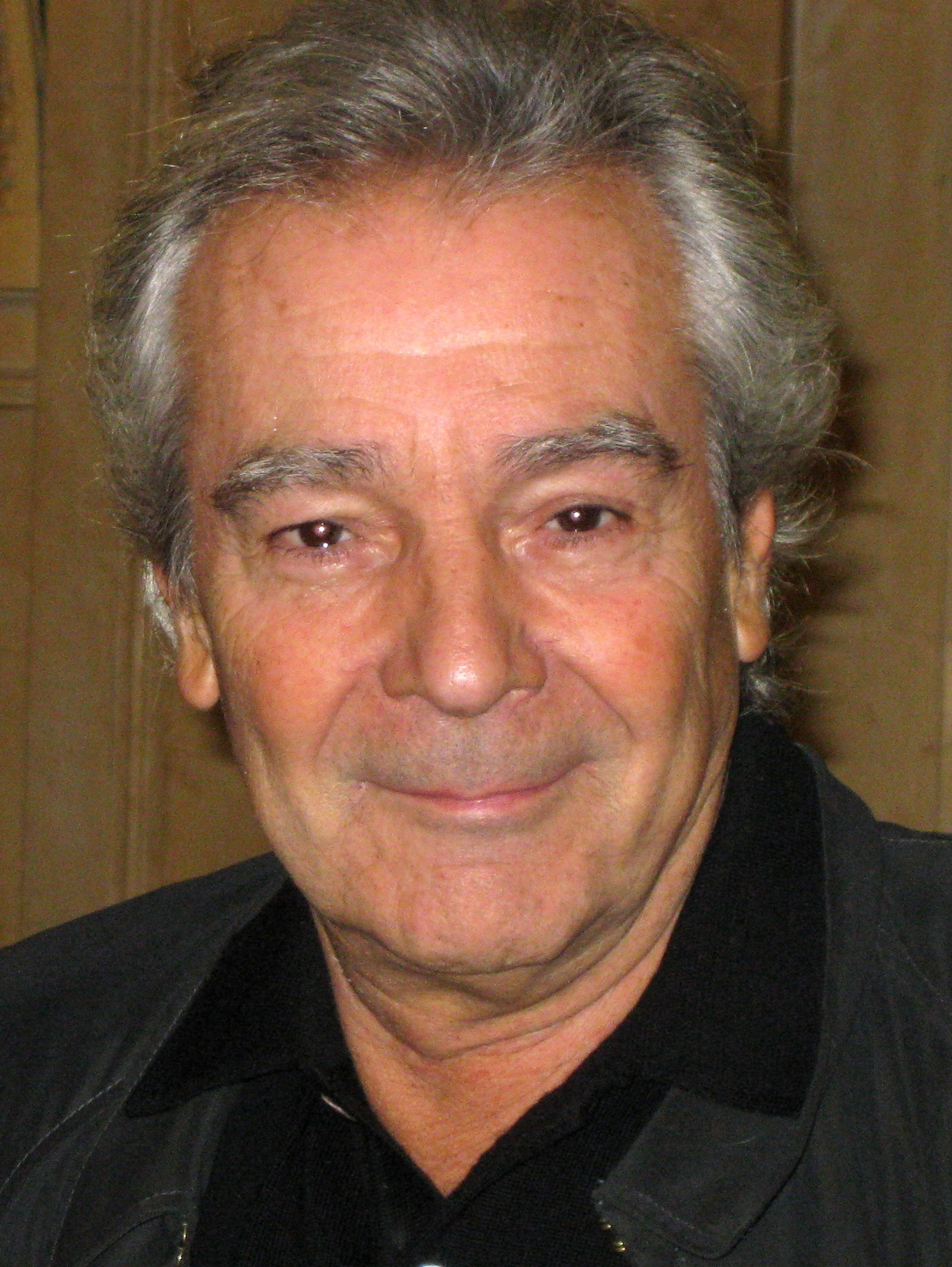
Pierre Arditi

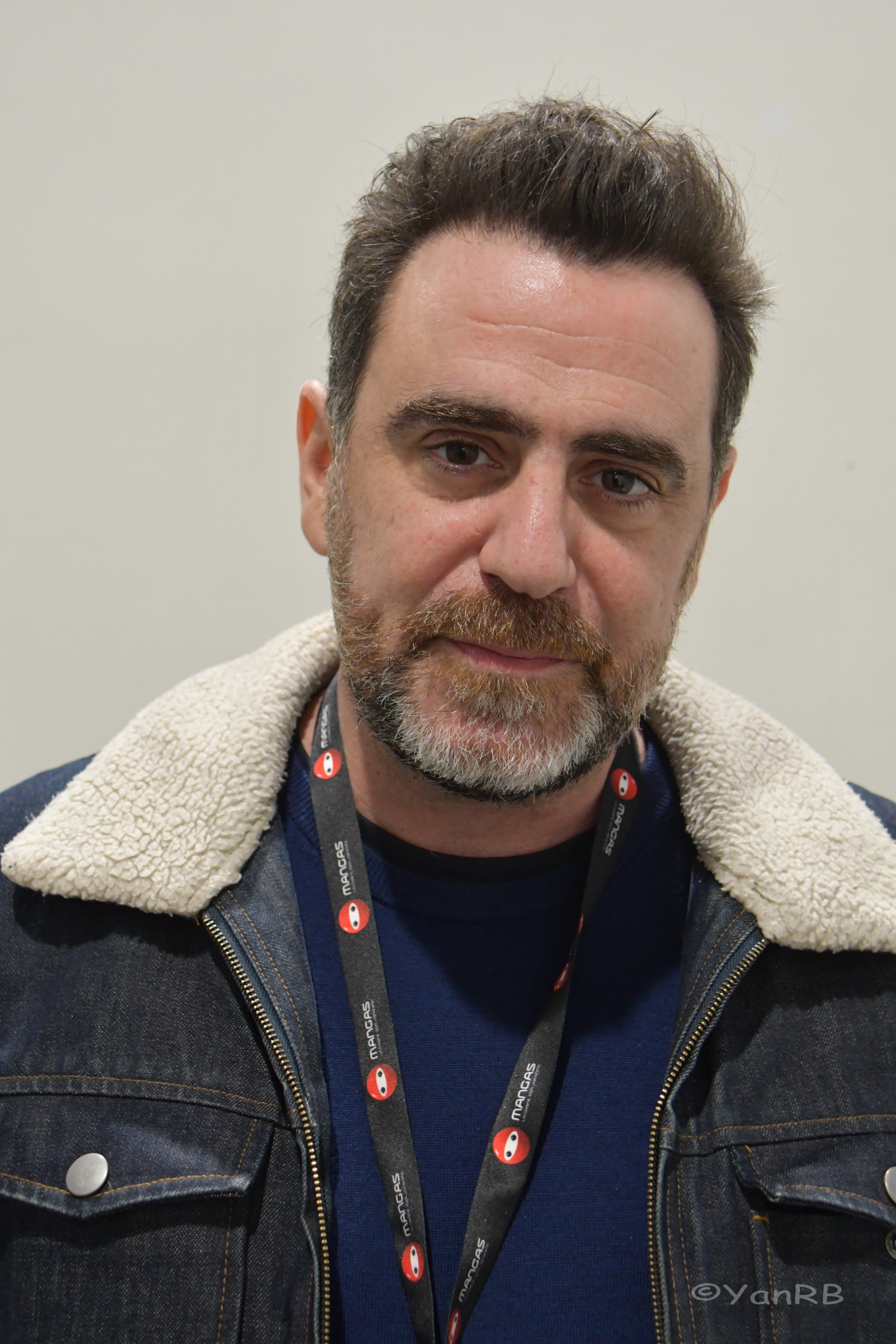
Jérémie Covillault

- Résumé : Yann Kandinsky s'est mis au vert. Au Pays basque, la disparition d'une jeune femme, dont les circonstances sont similaires à celles de l'assassinat d'une autre femme vingt ans plus tôt. Mais lorsqu'il apprend qu'Yves Cesnoz, un artiste "trop" proche de ses modèles, remis en liberté depuis 3 semaines, après 20 ans d'incarcération pour le meurtre de Juliette Lemoine, la femme du docteur local et ancien modèle du sculpteur, est de nouveau mis en cause dans la disparition d'Angélique Martin, libraire, Kandinsky se rend sur place. Angélique Martin ressemble trait pour trait à Juliette Lemoine. Kandinsky n'a jamais cru en la culpabilité de Cesnoz. Angélique a disparu 3 jours plus tôt. Il pense pouvoir tirer Cesnoz des soupçons qui pèsent sur lui.
- Distribution :

- Pierre Arditi : Yves Cesnoz
- Fleur Geffrier : Capitaine Claudia Etchar
- Maelle Mietton : Commissaire Elise Macena
- Guillaume Faure : Paul Bayles, le maire
- Jérémie Covillault : Frédéric Lemoine
- Françoise Pinkwasser : Monique Martin
- Muriel Machefer : Marie
- Éric Bougnon : Claude Laffont
- Adina Cartianu : Inès
- Nelly Lawson : Major Marion
- Stéphane Pezerat : Procureur
- Yann Pradal : Bernard Aramian
- Amandine Pommier : Angélique Martin
- Philippe Dajoux : Sébastien Roux
- Frédéric Sénéchal : Lieutenant Léandro

- Tournage : mai-juin 2021 au Pays basque[10],[11], dans les villes de Saint-Pée-sur-Nivelle, d'Itxassou, de Soustons, de Saint-Martin-de-Hinx, de Sainte-Marie-de-Gosse, de Mouguerre, de Pey, de Saint-Etienne-d'Orthe, de la Bastide-Clairence, de Licq-Atherey, de Sainte-Engrâce.
- Distinction : Cet épisode a reçu le Polar de la meilleure série francophone de télévision[10] au Festival Polar de Cognac 2021.

#### Épisode 3:Le roi nu
- Numéro de production : 7 (2-03)

- Réalisation : Klaus Biedermann
- Date de diffusion :
  -  Suisse : le 18 janvier 2023
  -  Belgique : le 3 novembre 2022
  -  France : le 24 janvier 2023

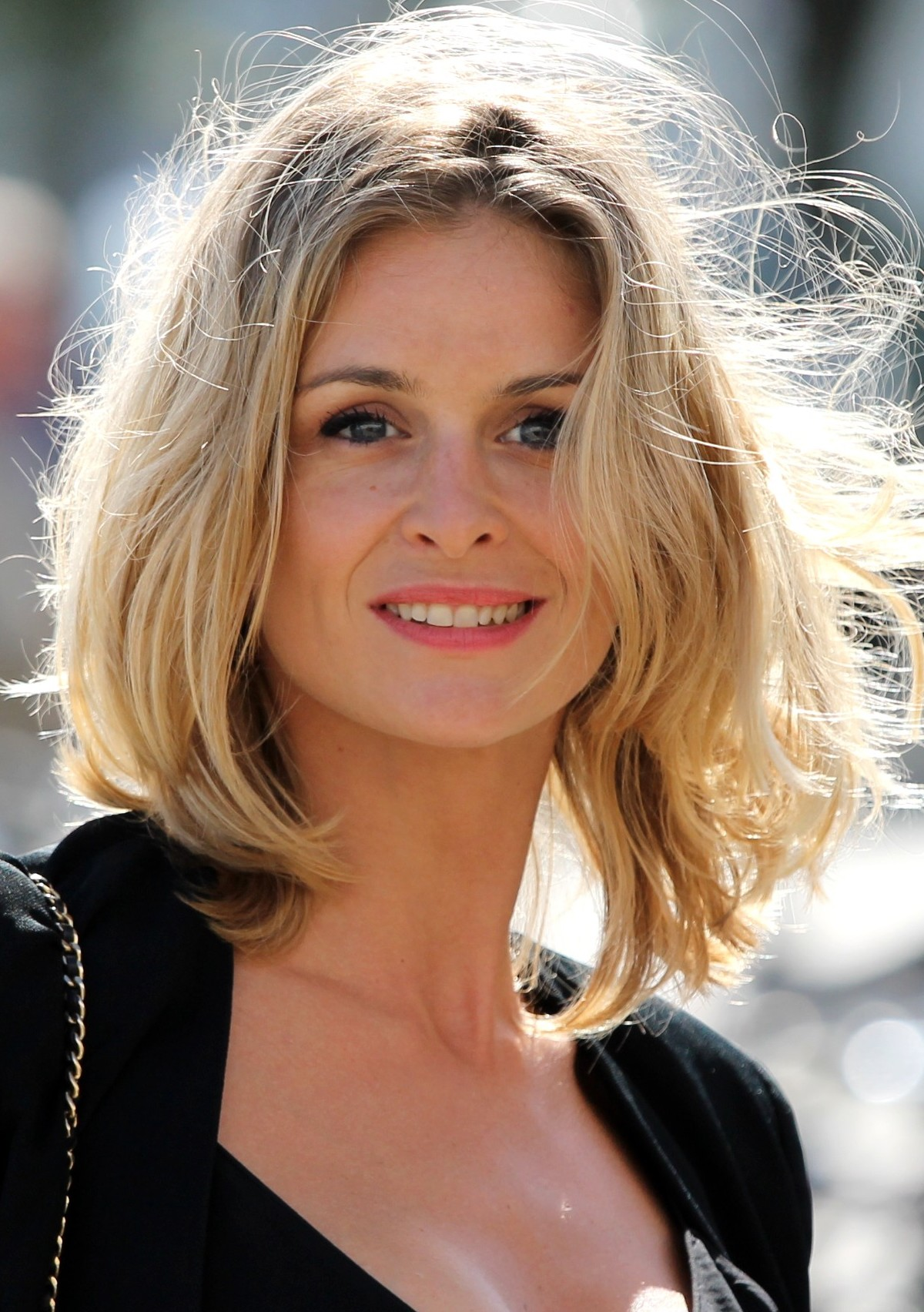
Jeanne Bournaud

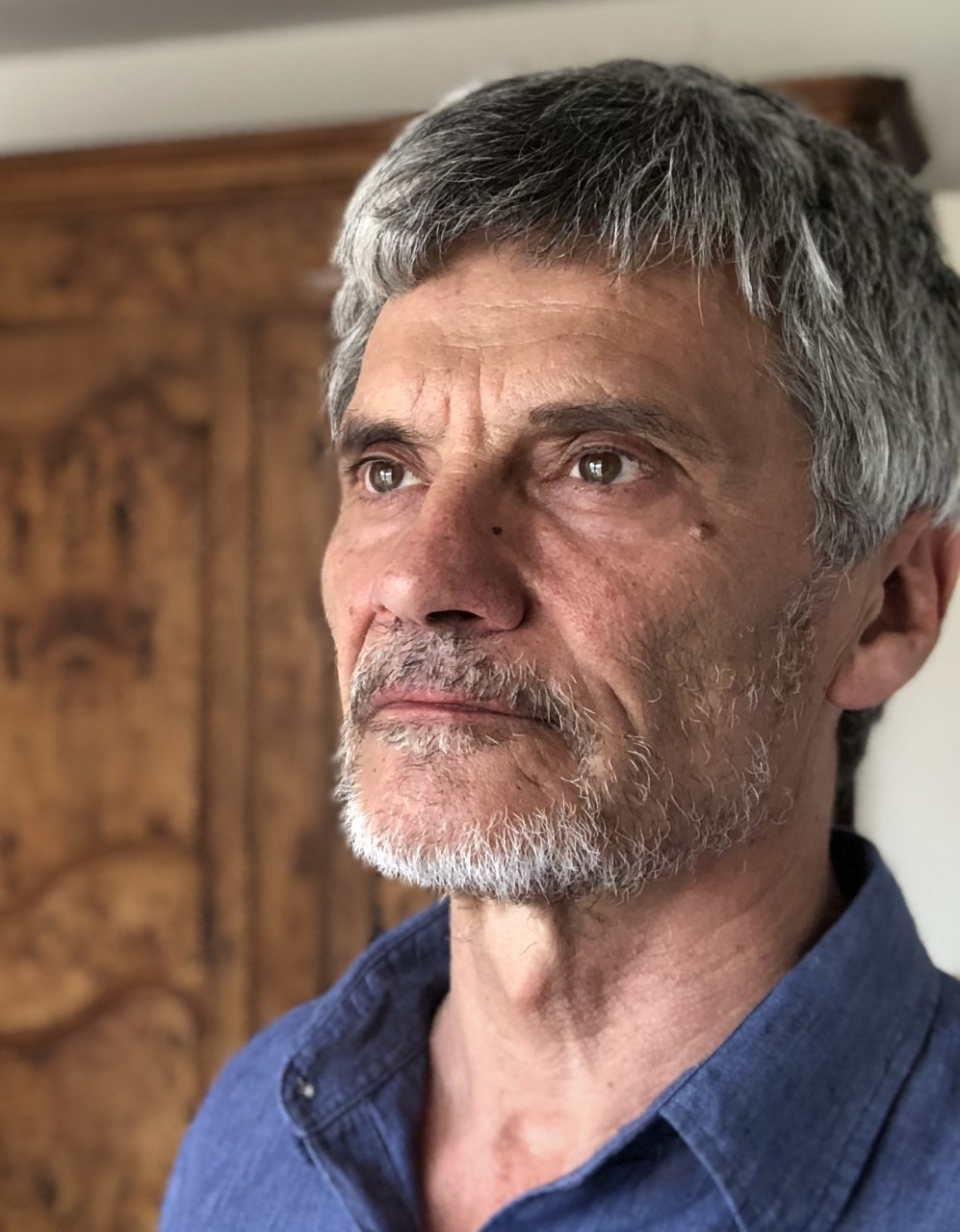
Bernard Blancan

- Résumé : Kandinsky se penche sur les nombreux crimes répertoriés dans le mystérieux cahier de Tom Bareski. Kandinsky reçoit la confirmation de ce qu'il soupçonnait déjà : un meurtrier sévit impunément depuis plus de 20 ans, 22 ans plus exactement, sur l'ensemble du territoire français (14 victimes) ainsi qu'à l'étranger (12 victimes). Enquêtant notamment auprès des proches des victimes mais aussi à l'aide des indices communiqués par le commissaire Elise Macena et les notes de Bareski, il planche en premier lieu sur le cas de Nathalie Herman, massacrée après avoir été enlevée sur le parking d'un dépôt de bus. Le père de la jeune femme, un brocanteur, est sceptique sur le fait de retrouver le tueur, mais accepte  d'aider Kandinsky en lui confiant les éléments en sa possession.
- Distribution :

- Maelle Mietton : Commissaire Elise Macena
- Jeanne Bournaud : Andréa Koller
- Charlie Dupont : Devreau, ancien coéquipier de Kandinsky
- Hubert Delattre : Juge Perron
- Warren Zavatta : Henri Bonal
- Fayçal Safi : Major Lamar
- Sophie Le Tellier : Claudia
- Nadine Marcovici : Nadine Lombard
- Mireille Herbstmeyer : Maria
- Julia Duchaussoy : Alice
- Lucile Marquis : Valerie Flamant
- Bernard Blancan : Pierre Herman

- Tournage : du 11 février au 9 mars 2022, dans le Calvados à Cabourg, Cauvicourt, Caen, Clécy, Courseulles-sur-Mer, Creully-sur-Seulles, Graye-sur-Mer, Le Home-Varaville, Les Monts d'Aunay, Longvillers, Mathieu, Ouistreham, Soignolles, Varaville, Villiers-le-Sec et Putanges-le-Lac dans le département de l'Orne[12],[13],[14]

#### Épisode 4:Au bout de la nuit
- Numéro de production : 8 (2-04)

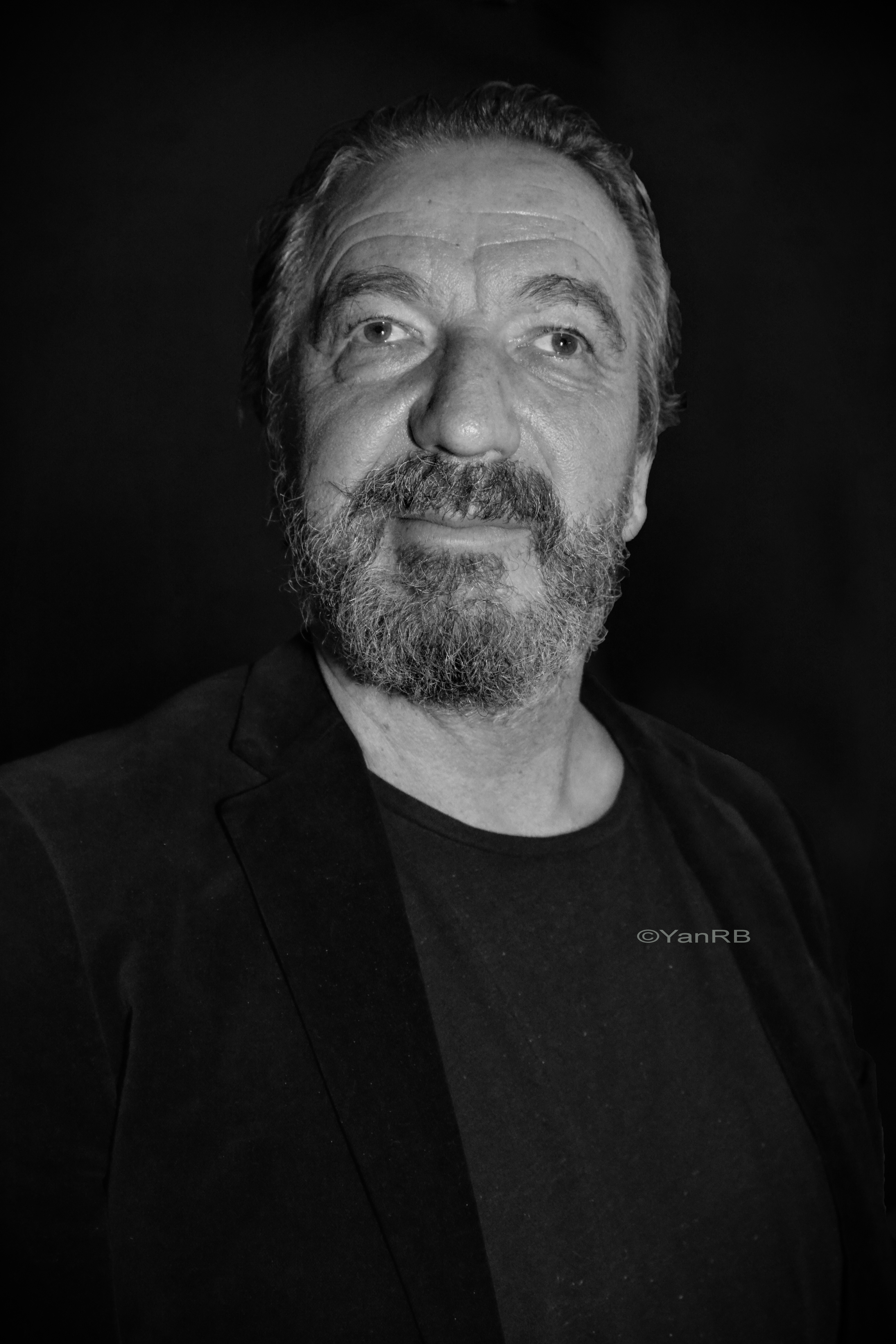
Bruno Lochet

- Réalisation : Marjolaine de Lécluse
- Date de diffusion :
  -  Suisse :
  -  Belgique : le 10 janvier 2023
  -  France : le 31 janvier 2023
- Résumé : Alors qu'il gare son véhicule, une Audi noire, sur le parking de l'hôtel d'un village en Centre-Val de Loire, Laurent, le frère de Kandinsky, se fait interpeller par Justine. La jeune femme, attachée commerciale, l'accuse de l'avoir harcelée au volant de sa voiture (de marque, modèle et couleur identiques) quelques heures plus tôt sur une route départementale. Le soir même, au restaurant, Justine invective à nouveau Laurent qui nie, ce qui mène à une violente dispute devant les clients présents. Le gérant de l'établissement doit intervenir. Le lendemain matin, le corps nu, sans vie, de la jeune femme est découvert sur le lit de sa chambre. N'ayant aucun doute sur les circonstances du meurtre, la gendarmerie arrête Laurent qui, de plus, a été filmé par une caméra de sécurité sortant de la chambre de la victime à l'heure supposée du crime. Yann Kandinsky pourra-t-il prouver l'innocence de son frère ?
- Distribution :

- Maelle Mietton : Commissaire Elise Macena
- Stéphanie Bataille : Capitaine Thills
- Marianne Fabbro : Justine Roussel
- Xavier Mathieu : Marc Roussel
- Jérémy Malaveau : Laurent Kandinsky
- Bruno Lochet : Daniel
- Candice Bouchet : Lieutenant Berthier
- Céline Vitcoq : Christine
- David Ayala : Manuel Ruffa
- Fabrice de La Villehervé : Yves Rodier
- Philippe du Janerand : Claudel
- Hélène Stadnicki : Pauline Magne
- Rodolphe Couthouis : Patron centre équestre
- Philippe Lebas : Homme du couple
- Pascale Chatiron : Femme du couple
- Damien Duquesne : Martinez
- Vincent Dubois : Le gendarme blond

- Tournage : en juillet 2022 en Indre-et-Loire et notamment à Richelieu[15], et dans les communes de Chaveignes, Saint-Épain, Crissay-sur-Manse.

### Saison 3 (2023-....)

#### Épisode 1:La tentation du mal
- Numéro de production : 9 (3-01)

- Réalisation : Klaus Biedermann
- Date de diffusion :
  -  Suisse : 3 novembre 2023
  -  Belgique : 5 octobre 2023
  -  France : 13 janvier 2024

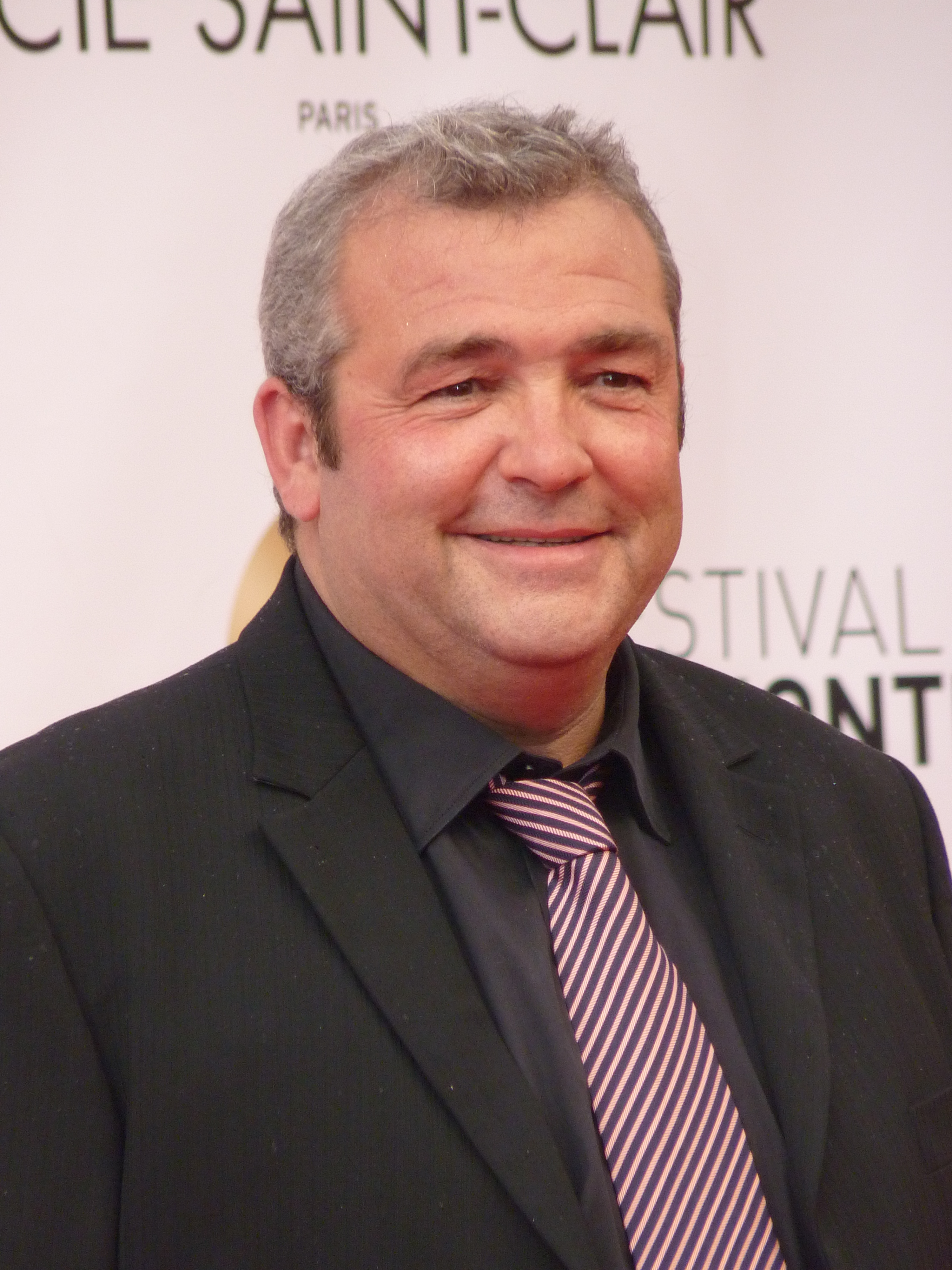
Laurent Gamelon

- Résumé : Kandinski enquête en Lorraine sur les morts de trois hommes, considérées officiellement comme des suicides. Les proches n’y souscrivant pas, cela conforte Kandinsky dans son enquête sur ces trois cas dissociés qu’il estime comme étant le fait d’une meurtrière.
- Distribution :
  - Nadia Fossier : Séverine Strauss
  - Laurent Gamelon : Capitaine Lazare
  - Mathilde Lebrequier : Sylviane Houillon
  - Linda Bouhenni : Lieutenant Lisa Altmering
- Tournage : janvier et février 2023 en Lorraine et notamment à Metz[16],[17].

#### Épisode 2:La forêt perchée
- Numéro de production : 10 (3-01)
- Réalisation : Marjolaine de Lecluse
- Date de diffusion :
  -  Suisse : 10 novembre 2023
  -  Belgique : 28 septembre 2023
  -  France : 6 janvier 2024
- Résumé : Michaël, 10 ans, écrit au SRPJ de Valence pour demander que soit arrêté un kidnappeur opérant dans la forêt perchée (Cirque de Gens), en Ardèche. Le commissaire Macena invite Kandisky à enquêter dans le village situé à côté, où la boulangère du village aurait disparu.

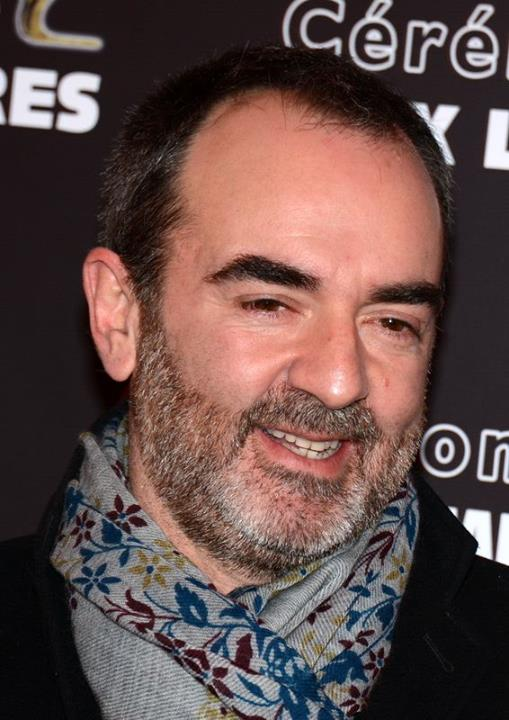
Bruno Solo
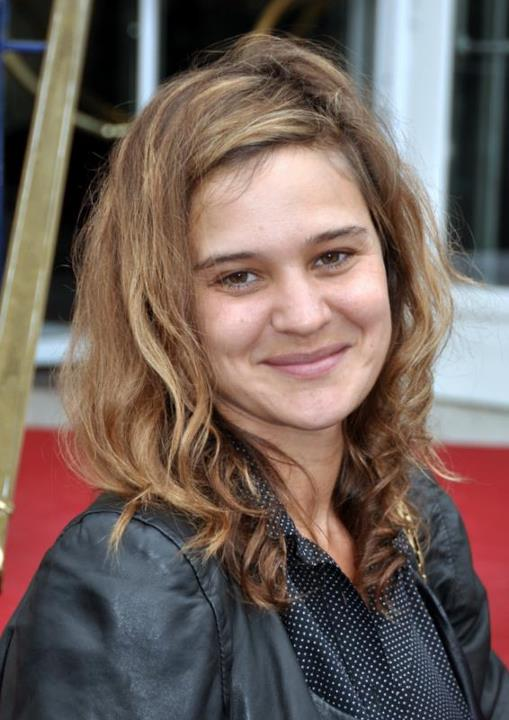
Marie Denarnaud
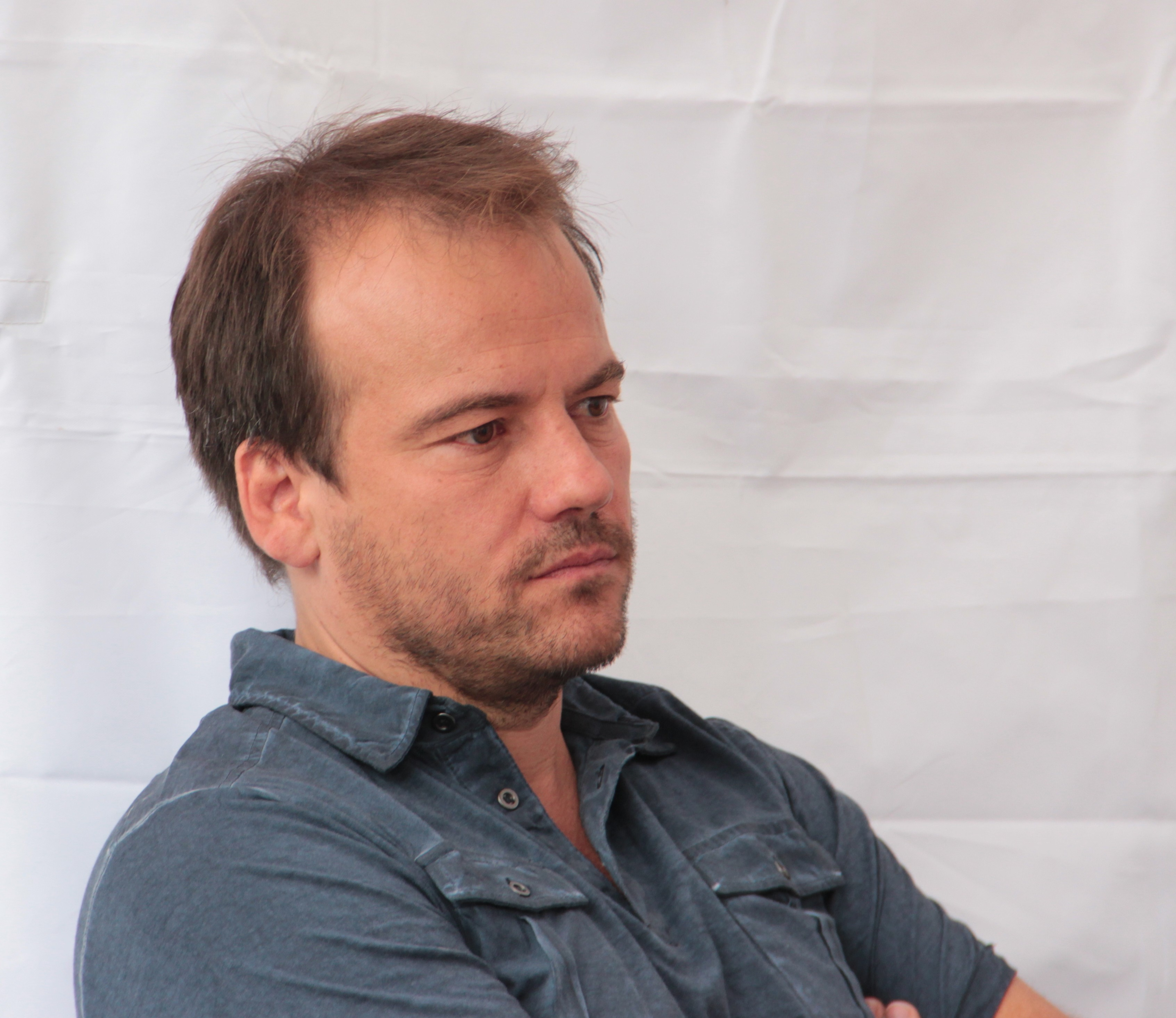
Stéphane Henon

- Distribution :
  - Maelle Mietton : Commissaire Elise Macena
  - Bruno Solo : Major Calas
  - Marie Denarnaud : Valentine Miguet
  - Stéphane Henon : Stéphane Pierrat
  - Véronique Frumy : Rose Miguet
  - David Bursztein : père de Delphine Menigoz
- Tournage : mars 2023 dans la Drôme[17], en Ardèche[17].

#### Épisode 3:Le danseur de verre
- Numéro de production : 11 (3-03)
- Réalisation : Sara Prim
- Date de diffusion :
  -  Suisse : 1er novembre 2024 sur RTS 1
  -  Belgique : 8 octobre 2024 sur La Une
  -  France : 23 novembre 2024 sur France 3
- Audiences :
- Résumé : Kandinski reçoit de multiples appels téléphoniques anonymes qui l'amènent à enquêter sur la disparition de trois femmes en Bretagne.
- Distribution :  
  - Erika Sainte : Chloé Le Gall
  - Alban Casterman : Olivier Morena
  - Véronique Ataly : Madeleine Guyot
  - Talina Boyaci : Sonia
  - Féodor Atkine : Vatel
  - Christophe Favre : Gregory Salmesh
  - Daphné Richard : Nina
- Tournage : février et mars 2024 en Bretagne : Saint-Brieuc, Paimpol, Plougrescant, Trévou-Tréguignec[18].

#### Épisode 4:La femme oubliée
- Numéro de production : 12 (3-04)
- Réalisation : Philippe Dajoux
- Date de diffusion :
  -  Suisse : 25 avril 2025 sur RTS Un
  -  Belgique : 25 mars 2025 sur La Une
  -  France : 10 mai 2025 sur France 3
- Audiences :
- Résumé :  Kandinski enquête sur la mort de la mère du commissaire Elise Macéna survenue lorsqu'elle avait 8 ans.
- Distribution :
  - Maëlle Mietton : commissaire Elise Macéna
  - Julie Boulanger : Anita Favreau
  - François Neycken : Samuel
  - Ayouba Ali : Père Hering
  - Patrice Valota : Daniel Olbrecht
  - Richard Guedj  : Serge Lartigol
  - Nicolas De Lavergne : le fils du voisin
  - Marie Seux : Valérie
  - Vincent Martin : le voisin
  - Alix Benezech : la femme du maire jeune
- Tournage : septembre et octobre 2024 dans la région de Troyes[19].

## Audiences
| no | Titre                   | Date de diffusion France | Téléspectateurs | Part d'audience | Classement | Référence |
| -- | ----------------------- | ------------------------ | --------------- | --------------- | ---------- | --------- |
| 1  | Le voyageur (Pilote)    | 28 mai 2019              | 4 610 000       | 20,3 %          | 1er        | [ 20 ]    |
| 2  | La permission de minuit | 17 mars 2020             | 5 090 000       | 18,8 %          | 1er        | [ 21 ]    |
| 3  | Le voleur de nuits      | 10 novembre 2020         | 6 250 000       | 24,5 %          | 1er        | [ 22 ]    |
| 4  | Le village assassiné    | 1er juin 2021            | 5 870 000       | 26,5 %          | 1er        | [ 23 ]    |
| 5  | La maison sous le vent  | 7 décembre 2021          | 4 760 000       | 21,1 %          | 1er        | [ 24 ]    |
| 6  | La vallée de la peur    | 4 janvier 2022           | 4 910 000       | 22 %            | 1er        | [ 25 ]    |
| 7  | Le roi nu               | 24 janvier 2023          | 4 170 000       | 19,9 %          | 1er        | [ 26 ]    |
| 8  | Au bout de la nuit      | 31 janvier 2023          | 4 940 000       | 23,5 %          | 1er        | [ 27 ]    |
| 9  | La forêt perchée        | 6 janvier 2024           | 4 880 000       | 23,8 %          | 1er        | [ 28 ]    |
| 10 | La tentation du mal     | 13 janvier 2024          | 4 770 000       | 23,9 %          | 1er        | [ 29 ]    |
| 11 | Le danseur de verre     | 23 novembre 2024         | 4 920 000       | 27,7 %          | 1er        | [ 30 ]    |
| 12 | La femme oubliée        | 10 mai 2025              | 4 820 000       | 28,4 %          | 1er        | [ 31 ]    |

Légende
- Les plus hauts chiffres d'audience
- Les plus bas chiffres d'audience

## Distinctions
- Festival Polar de Cognac 2021 : meilleure série pour l'épisode La Vallée de la peur[10]
- Festival Polar de Cognac 2023 : meilleur unitaire pour l'épisode Le roi nu[32]
- Festival Polar de Cognac 2024 : meilleur unitaire pour l'épisode Le danseur de verre[33]